# Carlyss Peer
Carlyss Peer, född 10 maj 1995 i London, är en brittisk skådespelare.
Peer har bland annat medverkat i TV-serierna Kitti Katz och Kommissarie Dalgliesh. Hon har även medverkat i filmen County Lines.

## Filmografi (i urval)
- 2019 – County Lines
- 2021–2023 – Kommissarie Dalgliesh (TV-serie)
- 2023 – Kitti Katz (TV-serie)